# 飯塚日新館中学校
飯塚日新館中学校（いいづかにっしんかんちゅうがっこう）は、福岡県飯塚市柏の森56番地9にある男女共学の私立中学校。福岡県筑豊地区唯一の私立中学であり、以前は中高一貫教育を実施していた。創立者は権堂義幸。

## 概要
筑豊地区唯一の私立中学校である。系列のひまわり幼稚園および飯塚日新館小学校との幼小中一貫教育を行っている。
久留米大学附設高等学校、青雲高等学校、弘学館高等学校、福岡大学附属大濠高等学校などの九州地方の難関私立高校や、福岡県立嘉穂高等学校、鞍手高等学校など地域の公立進学校に合格者を輩出している。また、英語学習に力を入れており、卒業までに英検2級合格を目指している。日本人教諭・ALTによる授業に加え、外国人講師とのマンツーマンのオンライン英会話レッスンも実施している。
文化祭（柏陽祭）には保護者も参加する。

### 生活信条
「敬・愛・信」

### 制服
男子の学ランは7個ボタンで、大日本帝国海軍を意識している。

## 沿革
- 1981年 - 日新館中学校飯塚分校として開校。
- 1983年 - 飯塚日新館中学校として独立。
- 1986年 - 新校舎が完成、これにより中等部と高等部の校舎が別々となる。
- 1987年 - 3ヶ年教育の女子部を新設。
- 2005年 - 日新館高等学校 (福岡県)閉校騒動がNHK全国ニュースで放映、福岡県議会で取り上げられる。
- 2008年 - 日新館高等学校閉校、筑豊地区唯一の中高一貫教育完全消滅。

## 通学手段
- 西鉄バス・西鉄バス筑豊ポリテクセンター飯塚バス停下車、JR筑豊本線（福北ゆたか線）・後藤寺線新飯塚駅より徒歩10分。

## 系列校
- 飯塚日新館小学校
- 小倉日新館中学校
- 美萩野女子高等学校
- 常磐高等学校 (福岡県)
- 高稜高等学校